# Liste der Kellergassen in Weikendorf
Die Liste der Kellergassen in Weikendorf führt die Kellergassen in der niederösterreichischen Gemeinde Weikendorf an.
| Foto |                 | Kellergasse | Standort                | Beschreibung |
| ---- | --------------- | ----------- | ----------------------- | --- |
| BW   | Datei hochladen | Kellerplatz | KG: Weikendorf Standort | Das beidseitige Kellergassensystem liegt südlich weit außerhalb der Ortschaft in einer Mulde. Auf einer Fläche von etwa 200 mal 200 Meter befinden sich 44 Objekte, davon drei Um- oder Neubauten mit Wohnnutzung. Die Keller sind mehrheitlich in Schildmauerform, etwa die Hälfte ist erneuerungsbedürftig oder verfallen. Die älteste Datierung ist von 1869. Feuerwehr und Musikverein veranstalten jährlich ein Kellergassenfest. |

| Foto:                    | Fotografie der Kellergasse (Gesamtheit). Klicken des Fotos erzeugt eine vergrößerte Ansicht. Daneben finden sich zwei Symbole: \| Weitere Bilder vorhanden \| Das Symbol bedeutet, dass weitere Fotos des Objekts verfügbar sind. Durch Klicken des Symbols werden sie angezeigt. \| \| Eigenes Foto hochladen \| Durch Klicken des Symbols können weitere Fotos des Objekts in das Medienarchiv Wikimedia Commons hochgeladen werden. \| |
| Name:                    | Bezeichnung der Kellergasse |
| Standort:                | Es ist die Katastralgemeinde (KG) angegeben. Durch Aufruf des Links Standort wird die Lage der Kellergasse in verschiedenen Kartenprojekten angezeigt. |
| Beschreibung             | Kurze Beschreibung der Kellergasse |
| Weitere Bilder vorhanden | Das Symbol bedeutet, dass weitere Fotos des Objekts verfügbar sind. Durch Klicken des Symbols werden sie angezeigt. |
| Eigenes Foto hochladen   | Durch Klicken des Symbols können weitere Fotos des Objekts in das Medienarchiv Wikimedia Commons hochgeladen werden. |